# 吉行淳之介
吉行淳之介（1924年4月13日—1994年7月26日），是现代日本文坛上“第三代”派的主要作家之一。他的作品走颓废派路线，通过对男女关系的描写，探索人生的存在、怠倦和丧失。

## 生平
吉行淳之介1924年4月13日生于冈山市桶尾盯，3岁时随父母移居东京。父亲吉行荣助是新兴艺术派的流行作家，母亲是美容师。他的妹妹作家吉行理惠，在1981年以《小贵妇人》获芥川文学奖。吉行淳之介经番盯小学和麻布中学，1942年升入旧制静冈高等学校文科，开始对文学发生兴趣。1943年他被征去当兵，三天后因支气管哮喘发作获准离开军队，以后哮喘经常发作。1945年他考入东京帝国大学英文科。五月由于太空袭家宅毁于大火。此后他同朋友创办同人杂志《苇》，出了三期便停刊了。后又成为杂志《新思潮》的同人。发表过诗作和习作《路上》等。由于热衷于办同人杂志借债太多，他不得不在课余找临时工作挣钱。他先后当过家庭教师，女学校的教师和杂志社的零工。1947年他在东京大学中途退学，进新太阳社。在大众娱乐性杂志《现代日本》社当了16年左右记者。1952年底他因患肺结核而退出新太阳社，进医院治疗。在住院期间创作了小说《骤雨》，1954年2月发表在《文学界》上，获得1954年上半年的芥川文学奖，由此奠定了他的作家地位。他因动了肺部切除手术，没有出席授奖仪式。这时，他结识了庄野润三，安冈章太郎，三浦朱门，近藤启太郎，小岛信夫等，同被称为文坛上第三代人。获芥川奖以后，吉行淳之介便定上职业作家的道路。1978年当选为艺术院会员。

## 创作生涯
吉行淳之介的处女作是1950年在《真实》杂志上发表的《卖蔷赦人》。这个短篇小说描写了披卷入复杂三角关系中的几个青年的各自的心理活动，发表后受到文坛上的注意。1951年1月发表在《世代》杂志上的《原色的窃》，1952年发表在《三田文学》上的《山谷间》和发表在《群像》杂志上的《一次逃跑》都曾被选为芥川文学奖的候选作品。获1954年芥川奖的作品《骤雨》通过对放荡青年同娟妓的关系的描写，反映了由于战争失去了青春的青年，陷入了虚无和混乱的性关系的陷并。1956年吉行淳之介将原来的短篇小说《原色的街》经过加工，改成了长篇《原色的街》，主题是在原来的作品中经常出现的围绕性爱反映精神和肉体的分裂。紧接着他出版了回亿战争时期的长篇小说《火焰中》。《火焰中》表现出来的社小说式构思否定了战后派文学家的观念性，也表现出“第三代人”的共同特点。1957年发表的回忆祖母的《黑暗的房间》和1960年发表的描写同父亲关系不和的小说《电话和短刀》，也都表现出私小说的倾向。吉行淳之介的代表作品之一《娟妇的房间》，描写了主人公对自己与妓女的关系的反省，追究了人存在的本质和意义。《鸟兽虫鱼》，描述了一个在将要倒闭的出版社工作的主人公心情压抑，看街上的一切都呈石膏色，他遇到一个人不人鬼不鬼，面目全非的女性，一接触到那生命象在燃烧着的女性，主人公感到生命力恢复了。他们相互医治心灵上的伤痕，继续旅行着。1961年他在《群像》上发表的长篇小说《昏暗中的祝祭》以暗淡的笔触刻划了一个因同女演员恋爱，不得不抛弃家庭的男人的心理。U63年发表的《砂上的植物群》是以通过性获得和丧失生命的充实感为主题的长篇作品。《星月是天上的空穴》(1966年)描写了中年作家同女学生之间的被虐性关系。这时吉行淳之介巳离开“第三代人”确立了独自的作家地位，被视为艺术派的代表作家。《星月是天上的空穴》获得了文部大臣艺术选奖。其它获奖作品还有获得新潮文学奖的短篇集《突发事件》(1965年)，获谷崎润一郎奖的《暗室》(1969年)，获野问文学奖的《到黄昏》(1978年)和获读卖文学奖的《皮包里》(1974年)。吉行淳之介其它较重要的作品有《漂浮的房间》(1955年)、《在沿海的土地上》(1959年)、《风景中的关系》(1960华)、《湿天空于天空》(1972年)等。